# براي ويك (باركشير)
براي ويك (بالإنجليزية: Bray Wick)‏ هي قرية تقع في المملكة المتحدة في جنوب شرق إنجلترا.

## أعلام
- آرثر ديلون